# Kainonychus akamai
Genre
Espèce
Synonymes
- Peltonychia akamai Suzuki, 1972

Kainonychus akamai, unique représentant du genre Kainonychus, est une espèce d'opilions laniatores de la famille des Paranonychidae.

## Distribution
Cette espèce est endémique du Japon.

## Liste des sous-espèces
Selon World Catalogue of Opiliones (19/05/2021) :
- Kainonychus akamai akamai (Suzuki, 1972) de Hokkaidō
- Kainonychus akamai esoensis Suzuki, 1975 du Nord de Honshū

## Systématique et taxinomie
Cette espèce a été décrite sous le protonyme Peltonychia akamai par Suzuki en 1972. Elle est placée dans le genre Kainonychus par Suzuki en 1975.

## Publications originales
- Suzuki, 1972 : « Report on a collection of Opiliones from Poroshiri-dake, Hokkaido. » Memoirs of the National Science Museum, vol. 5, no 2, p. 37–44.
- Suzuki, 1975 : « The harvestmen of family Triaenonychidae in Japan and Korea (Travunoidea, Opiliones, Arachnida). » Journal of Science of the Hiroshima University, vol. 26, no 1, p. 65–101.